# 貝爾法斯特南及中唐 (英國國會選區)

貝爾法斯特南及中唐在北愛爾蘭的位置

貝爾法斯特南及中唐（英語：Belfast South and Mid Down），英國國會一自治市選區，位於北愛爾蘭貝爾法斯特南部，並包括卡斯爾雷區一部，創設於1922年。
該區曾經長期是北愛爾蘭統一黨佔優的選區。2010年大選中社會民主及勞工黨阿拉斯代爾·麥克唐納以41.0%選票勝出該區成功連任。華裔、代表聯盟黨的盧曼華得票15%。2017年由北愛民主統一黨勝出，再於2019年再次易手予社民工黨。